# Rivière Héva
Rivière Héva är ett vattendrag i Kanada.   Det ligger i provinsen Québec, i den sydöstra delen av landet, 400 km nordväst om huvudstaden Ottawa.
I omgivningarna runt Rivière Héva växer i huvudsak blandskog. Runt Rivière Héva är det ganska glesbefolkat, med 24 invånare per kvadratkilometer.